# Xã Becker, Quận Cass, Minnesota
Xã Becker (tiếng Anh: Becker Township) là một xã thuộc quận Cass, tiểu bang Minnesota, Hoa Kỳ. Năm 2010, dân số của xã này là 517 người.